# Bataille de Bergen (1759)
Pour l’article homonyme, voir Bataille de Bergen (1799).
Guerre de Sept Ans
Batailles
- Minorque (navale) (1756)
- Pirna (1756)
- Lobositz (1756)
- Reichenberg (1757)
- Prague (1757)
- Kolin (1757)
- Hastenbeck (1757)
- Gross-Jägersdorf (1757)
- Moys (1757)
- Rochefort (1757)
- Rossbach (1757)
- Breslau (1757)
- Leuthen (1757)
- Carthagène (navale) (1758)
- Olomouc (1758)
- Saint-Malo (1758)
- Rheinberg (1758)
- Krefeld (1758)
- Domstadl (1758)
- Cherbourg (1758)
- Zorndorf (1758)
- Saint-Cast (1758)
- Tornow (1758)
- Lutzelberg (1758)
- Hochkirch (1758)
- Bergen (1759)
- Kay (1759)
- Minden (1759)
- Kunersdorf (1759)
- Neuwarp (navale) (1759)
- Hoyerswerda (1759)
- Baie de Quiberon (navale) (1759)
- Maxen (1759)
- Meissen (1759)
- Glatz (1760)
- Landshut (1760)
- Corbach (1760)
- Emsdorf (1760)
- Dresde (1760)
- Warburg (1760)
- Liegnitz (1760)
- Rhadern (1760)
- Berlin (1760)
- Kloster Kampen (1760)
- Torgau (1760)
- Belle-Île (1761)
- Langensalza (1761)
- Cassel (1761)
- Grünberg (1761)
- Villinghausen (1761)
- Ölper (1761)
- Kolberg (1761)
- Wilhelmsthal (1762)
- Burkersdorf (1762)
- Lutterberg (1762)
- Reichenbach (1762)
- Almeida (1762)
- Valencia de Alcántara (1762)
- Nauheim (1762)
- Vila Velha de Ródão (1762)
- Cassel (1762)
- Freiberg (1762)

- Jumonville Glen (1754)
- Fort Necessity (1754)
- Fort Beauséjour (1755)
- 8 juin 1755
- Monongahela (1755)
- Petitcoudiac (1755)
- Lac George (1755)
- Fort Bull (1756)
- Fort Oswego (1756)
- Kittanning (1756)
- En raquettes (1757)
- Pointe du Jour du Sabbat (1757)
- Fort William Henry (1757)
- German Flatts (1757)
- Lac Saint-Sacrement (1758)
- Louisbourg (1758)
- Le Cran (1758)
- Fort Carillon (1758)
- Fort Frontenac (1758)
- Fort Duquesne (1758)
- Fort Ligonier (1758)
- Québec (1759)
- Fort Niagara (1759)
- Beauport (1759)
- Plaines d'Abraham (1759)
- Sainte-Foy (1760)
- Neuville (1760)
- Ristigouche (navale) (1760)
- Mille-Îles (1760)
- Signal Hill (1762)

- Cap-Français (1757)
- Martinique (1759)
- Guadeloupe (1759)
- Dominique (1761)
- Martinique (1762)
- Cuba (1762)

- Chandernagor (1757)
- Plassey (1757)
- Gondelour (1758)
- Négapatam (navale) (1758)
- Condore (1758)
- Madras (1758)
- Pondichéry (navale) (1759)
- Masulipatam (1759)
- Chinsurah (1758)
- Wandiwash (1760)
- Pondichéry (1760-1761)
- Manille (1762)

- Saint-Louis (1758)
- Gorée (1758)
- Gambie

La bataille de Bergen s’est déroulée le 13 avril 1759 près de la ville de Bergen, à proximité de Francfort-sur-le-Main. Elle opposa une armée alliée commandée par le prince Ferdinand de Brunswick-Lunebourg, frère du duc Charles de Brunswick-Wolfenbüttel, aux forces françaises du maréchal Victor-François de Broglie. Cette bataille se solda par une victoire française décisive, empêchant ainsi une offensive alliée en direction du Rhin.

## Contexte
Les opérations de 1758 et du printemps 1759 sont à l'avantage des Français qui ont occupé la Hesse-Cassel et les possessions prussiennes de Rhénanie et de Westphalie (duchés de Clèves, Juliers, Berg et Ravensbourg). Mais ces succès vont être en partie annulés par la lourde défaite de Minden le 1er août 1759.

Aussi, le prince Ferdinand de Brunswick-Lunebourg, à la tête d’une armée alliée composée de Hanovriens, Prussiens et hessois (environ 27 000 à 35 000 hommes), cherche à frapper rapidement les troupes françaises avant qu'elles ne puissent être renforcées ou soient capable de stabiliser leur nouvelle position. Il planifie une attaque surprise sur Bergen, estimant à tort que seulement 2 000 à 3 000 Français y sont stationnés. Ces estimations feront qu'il néglige son artillerie lourde, ralentie par la boue, qui sera laissée en arrière.

## La bataille
L’engagement commence le 13 avril 1759, à 6 heure du matin par une offensive alliée sur les positions françaises autour de Rossdorf et Kilianstädten. Leur cible est le village fortifié de Bergen, le plateau environnant et la Berger‑Warte, une colline stratégique dotée d'une tourelle.

Vers 8 heure, les Alliés capturent certaines positions en hauteur, forçant initialement les Français à se replier dans les haies et vergers plus en arrière. Mais rapidement, de Broglie renforce ses positions en lançant ses réserves, forçant les alliés à abandonner leurs positions sous la pression de la contre-attaque française.

Aux alentours 10 heure, le prince Johann Casimir d’Isembourg‑Birstein rejoint le champ de bataille et dirige avec sa troupe une nouvelle attaque contre les Français. Cependant, il est tué menant la manœuvre, sa perte désorganisant et démoralisant les troupes.

S'en suivra l’arrivée tardive de la division alliée du Holstein‑Gottorp, seulement durant l'après-midi, qui ne jouera pas un rôle majeur. Les combats s'étant changé en un duel d'artillerie après que les Français aient consolider leurs positions, maintenant leur avantage et leur contrôle sur les position jusqu'à la tombée de la nuit, forçant la retraite alliée.

## Bilan et conséquences
La victoire française de Bergen représente une réussite défensive importante dans la guerre de Sept Ans et l’une des rares victoires significatives du côté français en Allemagne, aux côtés des batailles de Hastenbeck et Lutterberg.
Elle confirme la capacité de Broglie à concentrer rapidement ses forces et à exploiter le terrain défensif comme le démontre son utilisation stratégique des villages fortifiés, haies et plateau boueux favorable à la défense. De Broglie aura aussi pu profiter des préconçus de son ennemie, qui s'imaginait trouver une force bien inférieure en nombre pour défendre la ville. Cela explique la négligence qui caractérise les actions des alliés ; l'artillerie lourde est laissée en arrière et leurs forces ne sont pas toutes présentes dès de le début des opérations. Empêchant de mener une opération bien coordonnée et de disposer de l'ensemble du potentiel militaire à un même moment.
Bien que Ferdinand réussisse à se retirer en bon ordre vers Minden, cette défaite ralentit l’offensive alliée en Westphalie et renforce le prestige militaire de Broglie à la cour de Versailles. Elle constitue un recul stratégique pour les Alliés avant leur revanche à Minden plus tard durant l'année 1759.

Cette bataille a donné lieu à une composition musicale de Carl Philipp Emanuel Bach, intitulée "La Bataille de Bergen".
- , John Keys organist, Bevington organ at St Mary's Church, Brighton\.

## Sources
- (en) Cet article est partiellement ou en totalité issu de l’article de Wikipédia en anglais intitulé « Battle of Bergen (1759) » (voir la liste des auteurs) dans sa version du 26 novembre 2007.
- Cartes et plans (Gallica) : Bataille de Bergen prés Francfort gagnée par M. le duc de Broglie lieut. gén. des armées du roy & commandant l'armée du Mein, sur l'armée des alliés aux ordres de M. le prince Ferdinand le 13 avril 1759 / Béville scu.
- Die Schlacht Bei Bergen Unweit Frankfurt Am Main Zwischen Den Königl. Französischen Truppen Unter Anführung Des Herzogs Von Broglio, Und Den Alliirten, Unter Den Befehlen Des Herzogs Ferdinand Von Braunschweig den 13ten April 1759 (digitalised)
- Johann Wilhelm von Archenholtz: Geschichte des siebenjährigen Krieges in Deutschland von 1756 bis 1763, Biblio-Verlag, Osnabrück, 1982, pp. 292–296.  (ISBN 3-7648-1203-6) (Nachdruck der Ausgabe Karlsruhe 1791).
- Olaf Groehler: Die Kriege Friedrichs II. 5th ed. Militärverlag der DDR, Berlin, 1989,  (ISBN 3-327-00038-7).
- Gaston Bodart, Militär-historisches Kriegs-Lexikon (1618-1905), 1908 (lire en ligne)
- [https://www.academia.edu/4359611/Battle_of_Bergen?utm_source=chatgpt.com#abstract

]